# Colegio Jesus Nazareno
El Colegio Jesús Nazareno   es un centro de educación fundado en 1936 por la Congregación de las hermanas hospitalarias de Jesús Nazareno. Se encuentra en la ciudad madrileña de Getafe.
Actualmente el colegio imparte desde la educación infantil hasta 2º de bachillerato. También forma parte del programa BEDA de la Comunidad de Madrid, cuyo objetivo es implantar el bilingüismo.